# Meridià 96 a l'oest
El meridià 96 a l'oest de Greenwich és una línia de longitud que s'estén des del pol Nord travessant l'oceà Àrtic, Amèrica del Nord, el Golf de Mèxic, l'oceà Pacífic, l'oceà Antàrtic, i l'Antàrtida fins al pol Sud.
El meridià 96 a l'oest forma un cercle màxim amb el meridià 84 a l'est. Com tots els altres meridians, la seva longitud correspon a una semicircumferència terrestre, uns 20.003,932 km. Al nivell de l'Equador, és a una distància del meridià de Greenwich de 10.687 km.

## De Pol a Pol
Començant en el pol Nord i dirigint-se cap al pol Sud, aquest meridià travessa:
| Coordenades                             | País, territori o mar | Notes |
| --------------------------------------- | --------------------- | --- |
| 90° 0′ N, 96° 0′ O / 90.000°N,96.000°O  | Oceà Àrtic            | |
| 80° 41′ N, 96° 0′ O / 80.683°N,96.000°O | Canadà                | Nunavut — Illa d'Axel Heiberg |
| 79° 41′ N, 96° 0′ O / 79.683°N,96.000°O | Massey Sound          | |
| 78° 28′ N, 96° 0′ O / 78.467°N,96.000°O | Canadà                | Nunavut — Illa Bjarnason i Illa d'Amund Ringnes |
| 77° 53′ N, 96° 0′ O / 77.883°N,96.000°O | Estret de Hendriksen  | |
| 77° 44′ N, 96° 0′ O / 77.733°N,96.000°O | Canadà                | Nunavut — Illa Cornwall |
| 77° 29′ N, 96° 0′ O / 77.483°N,96.000°O | Canal de Belcher      | |
| 77° 3′ N, 96° 0′ O / 77.050°N,96.000°O  | Canadà                | Nunavut — Illa Devon |
| 76° 26′ N, 96° 0′ O / 76.433°N,96.000°O | Canal de Queens       | |
| 75° 36′ N, 96° 0′ O / 75.600°N,96.000°O | Canadà                | Nunavut — Illa Little Cornwallis i illa de Cornwallis |
| 74° 53′ N, 96° 0′ O / 74.883°N,96.000°O | Estret de Parry       | |
| 73° 55′ N, 96° 0′ O / 73.917°N,96.000°O | Estret de Peel        | Passa a l'oest de l'illa Somerset, Nunavut, Canadà (a 73° 41′ N, 95° 41′ O / 73.683°N,95.683°O) · Passa a l'est de l'Illa del Príncep de Gal·les, Nunavut, Canadà (a 72° 25′ N, 96° 16′ O / 72.417°N,96.267°O) |
| 71° 26′ N, 96° 0′ O / 71.433°N,96.000°O | Canadà                | Nunavut — Península de Boothia (continent) |
| 69° 49′ N, 96° 0′ O / 69.817°N,96.000°O | Estret de James Ross  | |
| 69° 35′ N, 96° 0′ O / 69.583°N,96.000°O | Wellington Strait     | Passa a l'oest de l'illa Matty, Nunavut, Canadà (at 69° 30′ N, 95° 58′ O / 69.500°N,95.967°O) · Passa a l'est de les illes Tennent, Nunavut, Canadà (at 69° 28′ N, 96° 3′ O / 69.467°N,96.050°O) |
| 69° 21′ N, 96° 0′ O / 69.350°N,96.000°O | Estret de Rae         | |
| 69° 14′ N, 96° 0′ O / 69.233°N,96.000°O | Canadà                | Nunavut — Illa del Rei Guillem |
| 68° 36′ N, 96° 0′ O / 68.600°N,96.000°O | Estret de Simpson     | |
| 68° 15′ N, 96° 0′ O / 68.250°N,96.000°O | Canadà                | Nunavut — Istme de McCrary (continent) |
| 68° 12′ N, 96° 0′ O / 68.200°N,96.000°O | Chantrey Inlet        | |
| 67° 50′ N, 96° 0′ O / 67.833°N,96.000°O | Canadà                | Nunavut — Illa Montreal |
| 67° 49′ N, 96° 0′ O / 67.817°N,96.000°O | Chantrey Inlet        | |
| 67° 15′ N, 96° 0′ O / 67.250°N,96.000°O | Canadà                | Nunavut — continent Manitoba — des de 60° 0′ N, 96° 0′ O / 60.000°N,96.000°O |
| 49° 0′ N, 96° 0′ O / 49.000°N,96.000°O  | Estats Units          | Minnesota Iowa — des de 43° 30′ N, 96° 0′ O / 43.500°N,96.000°O Nebraska — des de 41° 32′ N, 96° 0′ O / 41.533°N,96.000°O, per uns 4 km Iowa — des de 41° 31′ N, 96° 0′ O / 41.517°N,96.000°O, per uns 4 km Nebraska — des de 41° 29′ N, 96° 0′ O / 41.483°N,96.000°O, passa a través d'Omaha (a 41° 15′ N, 96° 0′ O / 41.250°N,96.000°O) Kansas — des de 40° 0′ N, 96° 0′ O / 40.000°N,96.000°O Oklahoma — des de 37° 0′ N, 96° 0′ O / 37.000°N,96.000°O, passa a través de Tulsa (a 36° 9′ N, 96° 0′ O / 36.150°N,96.000°O) Texas — des de 33° 51′ N, 96° 0′ O / 33.850°N,96.000°O |
| 28° 35′ N, 96° 0′ O / 28.583°N,96.000°O | Golf de Mèxic         | |
| 19° 2′ N, 96° 0′ O / 19.033°N,96.000°O  | Mèxic                 | Veracruz Oaxaca — des de 19° 4′ N, 96° 0′ O / 19.067°N,96.000°O |
| 16° 12′ N, 96° 0′ O / 16.200°N,96.000°O | Oceà Pacífic          | |
| 60° 0′ S, 96° 0′ O / 60.000°S,96.000°O  | Oceà Antàrtic         | |
| 72° 32′ S, 96° 0′ O / 72.533°S,96.000°O | Antàrtida             | Territori no reclamat |